# Qareh
Der Qareh, auch Qhareh Su, Kara Su oder KaraSu genannt, ist einer der größeren Zuflüsse des Namaksees in Iran. Zusammen mit dem durch die iranische Stadt Ghom fließenden Ghom hat er eine Länge von ungefähr 400 Kilometern. Der Fluss unterliegt großen Wasserschwankungen, da er für Bewässerungszwecke sehr stark genutzt wird. Darunter hat auch das fruchtbare Einzugsgebiet zu leiden.